# Колос (футбольний клуб, Шостка)
Футбольний клуб  «Колос» Шосткинська МГ — український аматорський футбольний та футзальний клуб із міста Шостка Сумської області, реформований у 2000 році. Виступає у Чемпіонаті та Кубку Сумської області. Домашні матчі приймає на стадіоні «Зірка» в Шостка

## Попередні назви команди
До 2019 року команда виступала під назвою «Колос» (Ображіївка, Шосткинський р-н).

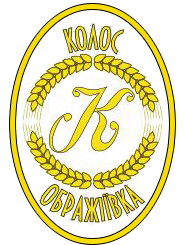
Логотип ФК "Колос" (Ображіївка, Шосткинський р-н) до 2019 року

В сезоні 2021/22 брала участь в Чемпіонаті Сумщини з футзалу. У відбірковій групі посіла перше місце. Але через військове вторгнення Росії до України, фінальна частина турніру не відбулася. 

## Досягнення
- Чемпіонат Сумської області:

 Бронзовий призер: 2024
- Перша ліга чемпіонату Сумської області з футболу

 Переможець (2): 2021, 2023

- Чемпіонат області з футзалу "Північний регіон"

 Переможець: 2021/22
 Переможець: 2017/18
- Чемпіонат Конотопського району з футзалу

 Срібний призер: 2024

## Хронологія виступів
Чемпіонат Сумської області з футболу (Перша ліга):
- 2012 — 7-ме місце;
- 2020 — 6-ме місце;
- 2021 — 1-ше місце;
- 2023 — 1-ше місце;

Чемпіонат області  з футзалу "Північний регіон":
- 2016/17 — 1/4 фіналу;
- 2017/18 — 3-тє місце;
- 2018/19 — 1/4 фіналу;
- 2019/20 — 1/4 фіналу;
- 2021/22 — 1-ше місце;